# Arne Bakker
Arne Bakker (Bærum, 18 febbraio 1930 – Bærum, 9 ottobre 2009) è stato un hockeista su ghiaccio e calciatore norvegese, di ruolo difensore.

## Carriera

### Calcio

#### Club
Bakker cominciò la carriera con il Fossum, passò allo Stabæk nel 1946 e nell'Asker nel 1950 e vi rimase fino al 1962. Giocò nella massima divisione nazionale e con la sua squadra fu finalista perdente della Coppa di Norvegia 1951.

#### Nazionale
Giocò 54 incontri per la Norvegia. Esordì il 19 maggio 1953, nel pareggio per 1-1 contro una selezione amatoriale inglese.

### Bandy e hockey su ghiaccio
Bakker rappresentò lo Stabæk anche nel bandy. La squadra vinse il campionato nel 1952, nel 1953 e nel 1955. Giocò anche per la squadra di hockey su ghiaccio dello Stabæk e dello Jar.

## Premi e riconoscimenti
Nel 1961 ricevette il premio Egebergs Ærespris per i suoi successi nello sport. Fu il primo calciatore e giocatore di bandy a conquistarlo. Nel 1997 divenne membro onorario dello Stabæk.